# National Board of Review Award/Bestes Szenenbild
Der National Board of Review Award für das beste Szenenbild (Outstanding Production Design) ist ein Filmpreis, der seit dem Jahr 2000 nicht regelmäßig vom National Board of Review verliehen wird.

## Preisträger
(Die Jahreszahlen der Tabelle nennen die bewerteten Filmjahre, die Preisverleihungen fanden jeweils im Folgejahr statt.)
| Jahr | Film                                              | Preisträger    |
| ---- | ------------------------------------------------- | -------------- |
| 2000 | Gladiator                                         | Arthur Max     |
| 2001 | The Lord of the Rings: The Fellowship of the Ring | Grant Major    |
| 2004 | House of Flying Daggers                           | -              |
| 2010 | Shutter Island                                    | Dante Ferretti |